# 皮雷尼耶
皮雷尼耶（法語：Puyrenier，亦作，法語發音：[pɥiʁenje]）是法国多尔多涅省的一个旧市镇，属于农特龙区。2017年，皮雷尼耶与临近的8个市镇合并为新市镇佩里戈尔地区马勒伊。

## 地理
皮雷尼耶（45°28'45"N, 0°28'27"E）面积7.42 平方千米，位于法国新阿基坦大区多爾多涅省，该省份为法国西南部内陆省份，是法國本土面积第三大的省，大致对应佩里戈尔地区，北起顺时针与夏朗德省、上维埃纳省、科雷兹省、洛特省、洛特-加龙省、吉倫特省和滨海夏朗德省接壤。
皮雷尼耶的时区为UTC+01:00、UTC+02:00（夏令时）。

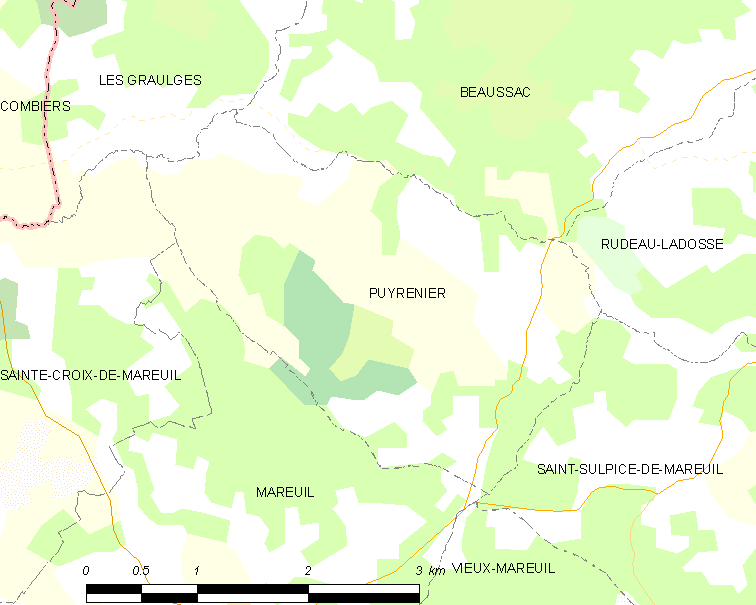
皮雷尼耶的OSM定位图

## 行政
皮雷尼耶的邮政编码为24340，INSEE市镇编码为24344。

## 政治
皮雷尼耶所属的省级选区为佩里戈尔地区布朗托姆县。

## 人口

1962-2008年间皮雷尼耶人口变化图示

皮雷尼耶于2018年1月1日时的人口数量为55人。